# Bucculatrix perfixa
Bucculatrix perfixa är en fjärilsart som beskrevs av Edward Meyrick 1915. Bucculatrix perfixa ingår i släktet Bucculatrix och familjen kronmalar. Inga underarter finns listade i Catalogue of Life.